# Apamea argentea
Apamea argentea är en fjärilsart som beskrevs av Tutt 1891. Apamea argentea ingår i släktet Apamea och familjen nattflyn. Inga underarter finns listade i Catalogue of Life.